# 2000 Years: The Millennium Concert
2000 Years: The Millennium Concert je tretji album v živo ameriškega kantavtorja Billyja Joela, ki je izšel 2. maja 2000.
Album je prejel zlat certifikat, prodanih pa je bilo 250.000 izvodov albuma.
Album je bil posnet na silvestrski večer leta 1999 v Madison Square Gardnu v New Yorku, med Joelovo turnejo "The Night of Two Thousand Years Tour". Nekatere skladbe niso enake kot so bile izvedene na koncertu, nekatere pa so bile urejene v studiu. Pri albumu 2000 Years: The Millennium Concert lahko prvič opazimo, da so bile nekatere skladbe transponirane zaradi Joelovega nižjega glasu. Skladbe »Only the Good Die Young«, »Goodnight Saigon«, »I Go to Extremes« in »The River of Dreams« so bile izvedene pol tona nižje, skladbe »New York State of Mind«, »I've Loved These Days« in »This Night« so bile izvedene ton nižje, skladba »2000 Years« pa je bila izvedena ton in pol nižje.

## Seznam skladb
Vse skladbe je napisal Billy Joel, razen kjer je posebej napisano.
| Disk 1 | Disk 1                                              | Disk 1  |
| Št.    | Naslov                                              | Dolžina |
| ------ | --------------------------------------------------- | ------- |
| 1.     | „Beethoven's Ninth Symphony‟ (Ludwig van Beethoven) | 1:43    |
| 2.     | „Big Shot‟                                          | 4:55    |
| 3.     | „Movin' Out (Anthony's Song)‟                       | 5:23    |
| 4.     | „Summer, Highland Falls‟                            | 5:29    |
| 5.     | „The Ballad of Billy the Kid‟                       | 6:52    |
| 6.     | „Don't Ask Me Why‟                                  | 4:49    |
| 7.     | „New York State of Mind‟                            | 8:29    |
| 8.     | „I've Loved These Days‟                             | 4:30    |
| 9.     | „My Life‟                                           | 5:47    |
| 10.    | „Allentown‟                                         | 4:48    |
| 11.    | „Prelude/Angry Young Man‟                           | 5:23    |
| 12.    | „Only the Good Die Young‟                           | 3:49    |

| Disk 2 | Disk 2                                          | Disk 2  |
| Št.    | Naslov                                          | Dolžina |
| ------ | ----------------------------------------------- | ------- |
| 13.    | „I Go to Extremes‟                              | 5:01    |
| 14.    | „Goodnight Saigon‟                              | 7:28    |
| 15.    | „We Didn't Start the Fire‟                      | 5:21    |
| 16.    | „Big Man on Mulberry Street‟                    | 5:29    |
| 17.    | „2000 Years‟                                    | 6:02    |
| 18.    | „Auld Lang Syne‟ (Robert Burns)                 | 1:44    |
| 19.    | „The River of Dreams‟                           | 5:54    |
| 20.    | „Scenes from an Italian Restaurant‟             | 8:05    |
| 21.    | „Dance to the Music‟ (Sly Stone)                | 3:17    |
| 22.    | „Honky Tonk Women‟ (Mick Jagger/Keith Richards) | 3:17    |
| 23.    | „It's Still Rock & Roll to Me‟                  | 4:08    |
| 24.    | „You May Be Right‟                              | 6:07    |
| 25.    | „This Night‟ (Beethoven/Joel)                   | 4:49    |

Nekatere izdaje vsebujejo tudi bonus skladbo:

Evropska izdaja: »This Is the Time«

Japonska izdaja: »This Is the Time« in »Just the Way You Are«, vsebuje pa tudi brošuro.

## Osebje
| - Billy Joel – vokali, klaviature - Tommy Byrnes – kitara - Richie Cannata – alt saksofon, sopran saksofon, tenor saksofon - Melodie Crittenden – vokali - Liberty DeVitto – bobni - Kim Keyes – vokali - Curtis King – vokali - Michael Mellett – vokali - Mark Rivera – flavta, kitara, klaviature, saksofon, vokali - David Rosenthal – klaviature, vokali - David Santo – bas - Biti Strauchn – vokali - Crystal Taliefero – kitara, tolkala, saksofon, vokali | - Don DeVito – producent - Joe Dougherty – zvočni tehnik - Randy Halsing – zvočni tehnik - Jim Hores – inženir - Kooster McAllister – inženir - Brian Ruggles – producent - Wayne Williams – tehnik - Nyle Wood – zvočni tehnik |

## Certifikati
| Regija     | Certifikat | Prodaja |
| ---------- | ---------- | ------- |
| ZDA (RIAA) | Zlat       | 250,000 |